# José Enrique Monterde
José Enrique Monterde Lozoya (Barcelona, 1953) es catedrático de Teoría del Arte e Historia del cine de la Universidad de Barcelona.

## Biografía
Licenciado en Historia del Arte en 1982 y doctor desde 1992 con una tesis titulada El neorrealismo en España, es profesor de Teoría del Arte e Historia del Cine y miembro del Departamento de Historia del Arte de la UB y de la Escuela Superior de Cine y Audiovisuales de Cataluña.

## Publicaciones
- Monterde, J.E. (2018). Breve historia de la crítica y la prensa cinematográfica en España. En La prensa cinematográfica en España (1910-2010). (pp. 18 - 184) . Shangrila - Centro de Estudios de la Imagen Sans Soleil . ISBN: 978-84-949365-3-1.
- Monterde, J.E. (2008). Decálogo baziniano. Cahiers du Cinéma-España, 17, pp. 88-89.
- Monterde, J.E. (2005). Cine francés 1945-1959. De la posguerra a la Nouvelle Vague. Nosferatu. Revista de cine, 48-49.
- Monterde, J.E. (2001). Una Aportación para una futura estética del cine: Lukàcs y el cine. Archivos de la Filmoteca, 37, pp. 122-134 . ISSN: 0214-6606.
- Monterde, J.E. (1997). La imagen negada: representaciones de la clase trabajadora en el cine. Filmoteca de la Generalitat Valenciana - IVAC. ISBN: 84-482-1594-X.
- Gubern, R.; Monterde, J.E.; Pérez Perucha, J.; Riambau, E.; Torreiro, C. (1995). Historia del cine español. Cátedra. ISBN: 84-376-1350-7.
- Monterde, J.E. (1993). Veinte años de cine español 1973-1992. Un cine bajo la paradoja. Paidós. ISBN: 84-7509-930-0.
- Monterde, J.E. (1986). Cine, Historia y Enseñanza . (pp. 1 - 295) . Laia . ISBN: 84-7668-042-2.
- Monterde, J.E. (1985). Roberto Rossellini: entre el rechazo y la veneración I. Dirigido por, 124, pp. 12-21.
- Monterde, J.E. (1982). Joseph Von Sternberg: el barroco como estilo I. Dirigido por, 90, pp. 24-39.

## Trayectoria
Presidente del ACCEC y miembro del consejo de redacción de Cahiers du cinéma España, después de haber colaborado en otras revistas como Dirigido por..., Archivos de la Filmoteca y Nosferatu. También es autor de varios libros sobre historia del cine español, las relaciones entre Cine e Historia, los "nuevos cines" europeos, etc., como también monografías sobre Bernardo Bertolucci y Martin Scorsese.